# Structure pyramidale des ligues de football au Brésil
La structure pyramidale des ligues de football au Brésil désigne le système de classement officiel des ligues et divisions du football de cette nation.

## Généralités
Les différentes divisions se jouent au niveau national de la D1 à la D4. À partir de la 5e division, les ligues sont divisées entre les Championnats des États brésiliens. Chaque État, y compris le district fédéral, possède son propre championnat, qui lui-même comporte plusieurs divisions. L'ensemble des ligues nationales du pays (D1 à D4) est sous la juridiction de la Confédération brésilienne de football, tandis que les championnats des États sont organisées indépendamment dans chaque État.
Cependant, la hiérarchie entre les championnats nationaux et régionaux reste plutôt floue. Les compétitions nationales ont eu le plus grand mal à s'imposer dans un pays si vaste et si pauvre que les championnats locaux (les Campeonatos Estaduais) ont longtemps tenu le haut du pavé. Timidement mis en place en 1971, la Série A s'est désormais imposée comme la compétition de référence au Brésil.
Les championnats locaux ont pourtant toujours cours et sont joués de janvier à avril. Les clubs de série A jouent donc également leurs championnats des États respectifs en début d'année avant d’enchaîner sur le championnat national.

## Structure des championnats
|   | Championnats nationaux |                                                           |                                                           |                                                           |                                                           |                                                           |                                                           |                                                           |                              |                              |                              |                              |                              |                              |
| 1 | Série A 20 clubs | Série A 20 clubs                                          | Série A 20 clubs                                          | Série A 20 clubs                                          | Série A 20 clubs                                          | Série A 20 clubs                                          | Série A 20 clubs                                          | Série A 20 clubs                                          |                              |                              |                              |                              |                              |                              |
| 2 | Série B 20 clubs | Série B 20 clubs                                          | Série B 20 clubs                                          | Série B 20 clubs                                          | Série B 20 clubs                                          | Série B 20 clubs                                          | Série B 20 clubs                                          | Série B 20 clubs                                          |                              |                              |                              |                              |                              |                              |
| 3 | Série C 20 clubs et une phase finale | Série C 20 clubs et une phase finale                      | Série C 20 clubs et une phase finale                      | Série C 20 clubs et une phase finale                      | Série C 20 clubs et une phase finale                      | Série C 20 clubs et une phase finale                      | Série C 20 clubs et une phase finale                      | Série C 20 clubs et une phase finale                      |                              |                              |                              |                              |                              |                              |
| 4 | Série D 8 groupes régionaux et une phase finale, 64 clubs | Série D 8 groupes régionaux et une phase finale, 64 clubs | Série D 8 groupes régionaux et une phase finale, 64 clubs | Série D 8 groupes régionaux et une phase finale, 64 clubs | Série D 8 groupes régionaux et une phase finale, 64 clubs | Série D 8 groupes régionaux et une phase finale, 64 clubs | Série D 8 groupes régionaux et une phase finale, 64 clubs | Série D 8 groupes régionaux et une phase finale, 64 clubs |                              |                              |                              |                              |                              |                              |
|   | Championnats des États |                                                           |                                                           |                                                           |                                                           |                                                           |                                                           |                                                           |                              |                              |                              |                              |                              |                              |
| 5 | 1re division 27 championnats | 1re division 27 championnats                              | 1re division 27 championnats                              | 1re division 27 championnats                              | 1re division 27 championnats                              | 1re division 27 championnats                              | 1re division 27 championnats                              | 1re division 27 championnats                              | 1re division 27 championnats | 1re division 27 championnats | 1re division 27 championnats | 1re division 27 championnats | 1re division 27 championnats | 1re division 27 championnats |
| 5 | Acre, Alagoas, Amapá, Amazonas, Bahia, Brasilia, Ceará, Espírito Santo, Goiás, Maranhão, Mato Grosso, Mato Grosso do Sul, Minas Gerais, Pará, Paraíba, Paraná, Pernambouc, Piauí, Rio de Janeiro, Rio Grande do Norte, Rio Grande do Sul, Rondônia, Roraima, Santa Catarina, São Paulo, Sergipe, Tocantins |                                                           |                                                           |                                                           |                                                           |                                                           |                                                           |                                                           |                              |                              |                              |                              |                              |                              |
| 6 | 2e division 26 championnats | 2e division 26 championnats                               | 2e division 26 championnats                               | 2e division 26 championnats                               | 2e division 26 championnats                               | 2e division 26 championnats                               | 2e division 26 championnats                               | 2e division 26 championnats                               | 2e division 26 championnats  | 2e division 26 championnats  | 2e division 26 championnats  | 2e division 26 championnats  | 2e division 26 championnats  | 2e division 26 championnats  |
| 6 | Acre, Alagoas, Amapá, Amazonas, Bahia, Brasilia, Ceará, Espírito Santo, Goiás, Maranhão, Mato Grosso, Mato Grosso do Sul, Minas Gerais, Pará, Paraíba, Paraná, Pernambouc, Piauí, Rio de Janeiro, Rio Grande do Norte, Rio Grande do Sul, Rondônia, Santa Catarina, São Paulo, Sergipe, Tocantins          |                                                           |                                                           |                                                           |                                                           |                                                           |                                                           |                                                           |                              |                              |                              |                              |                              |                              |
| 7 | 3e division 9 championnats | 3e division 9 championnats                                | 3e division 9 championnats                                | 3e division 9 championnats                                | 3e division 9 championnats                                | 3e division 9 championnats                                | 3e division 9 championnats                                | 3e division 9 championnats                                | 3e division 9 championnats   | 3e division 9 championnats   | 3e division 9 championnats   | 3e division 9 championnats   | 3e division 9 championnats   | 3e division 9 championnats   |
| 7 | Brasilia, Ceará, Goiás, Minas Gerais, Paraná, Rio de Janeiro, Rio Grande do Sul, Santa Catarina, São Paulo |                                                           |                                                           |                                                           |                                                           |                                                           |                                                           |                                                           |                              |                              |                              |                              |                              |                              |
| 8 | 4e division 2 championnats | 4e division 2 championnats                                | 4e division 2 championnats                                | 4e division 2 championnats                                | 4e division 2 championnats                                | 4e division 2 championnats                                | 4e division 2 championnats                                | 4e division 2 championnats                                | 4e division 2 championnats   | 4e division 2 championnats   | 4e division 2 championnats   | 4e division 2 championnats   | 4e division 2 championnats   | 4e division 2 championnats   |
| 8 | Minas Gerais, São Paulo |                                                           |                                                           |                                                           |                                                           |                                                           |                                                           |                                                           |                              |                              |                              |                              |                              |                              |

## Sources et références
- (pt) Cet article est partiellement ou en totalité issu de l’article de Wikipédia en portugais intitulé « Sistema de ligas de futebol do Brasil » (voir la liste des auteurs).

- (en) Cet article est partiellement ou en totalité issu de l’article de Wikipédia en anglais intitulé « Brazilian football league system » (voir la liste des auteurs).

1. ↑  Nicolas Cougot, « Brésil : championnats dans tous les états », sur Lucarne Opposee, 10 février 2015 (consulté le 24 juillet 2018).